# Challenge de Majorque 2019
La 28e édition du Challenge de Majorque a lieu du 31 janvier au 3 février 2019. Au total, quatre épreuves font partie de ce Challenge de Majorque. Le classement final de l'épreuve n'est plus calculé depuis 2010. Les quatre courses font partie du calendrier UCI Europe Tour 2019 en catégorie 1.1.

## Équipes
24 équipes participent à ce Challenge de Majorque - 6 WorldTeams, 10 équipes continentales professionnelles, 7 équipes continentales et 1 équipe nationale :
| UCI WorldTeams  | UCI WorldTeams      | UCI WorldTeams |
| Nom de l'équipe | Pays                | Code           |
| --------------- | ------------------- | -------------- |
| Movistar        | Espagne             | MTS            |
| Lotto-Soudal    | Belgique            | LTS            |
| Katusha-Alpecin | Suisse              | TKA            |
| Trek-Segafredo  | États-Unis          | TFS            |
| UAE Emirates    | Émirats arabes unis | UAD            |
| Bora-Hansgrohe  | Allemagne           | BOH            |

| Équipes continentales professionnelles | Équipes continentales professionnelles | Équipes continentales professionnelles |
| Nom de l'équipe                        | Pays                                   | Code                                   |
| -------------------------------------- | -------------------------------------- | -------------------------------------- |
| Arkéa-Samsic                           | France                                 | PCB                                    |
| Caja Rural-Seguros RGA                 | Espagne                                | CJR                                    |
| Cofidis                                | France                                 | COF                                    |
| Euskadi Basque Country-Murias          | Espagne                                | EUS                                    |
| Direct Énergie                         | France                                 | TDE                                    |
| Israel Cycling Academy                 | Israël                                 | ICA                                    |
| Rally UHC                              | États-Unis                             | RLY                                    |
| Roompot-Charles                        | Pays-Bas                               | ROC                                    |
| Sport Vlaanderen-Baloise               | Belgique                               | SVB                                    |
| Wanty-Gobert                           | Belgique                               | TFS                                    |

| Équipes continentales     | Équipes continentales | Équipes continentales |
| Nom de l'équipe           | Pays                  | Code                  |
| ------------------------- | --------------------- | --------------------- |
| Amore & Vita-Prodir       | Lettonie              | AMO                   |
| Bike Aid                  | Allemagne             | BAI                   |
| Canyon DHB-Bloor Homes    | Royaume-Uni           | DHB                   |
| EvoPro Racing             | Irlande               | EVO                   |
| Fundación Euskadi         | Espagne               | EUK                   |
| Interpro Cycling Academy  | Japon                 | IPC                   |
| Sauerland NRW-SKS Germany | Allemagne             | SVL                   |

| Équipe nationale | Équipe nationale | Équipe nationale |
| Nom de l'équipe  | Pays             | Code             |
| ---------------- | ---------------- | ---------------- |
| Espagne          | Espagne          |                  |

## Étapes
| Étape                                       | Date        | Villes étapes                         |                           | Distance (km) | Vainqueur d'épreuve |
| ------------------------------------------- | ----------- | ------------------------------------- | ------------------------- | ------------- | ------------------- |
| Trofeo Ses Salines-Campos-Porreres-Felanitx | 31 janvier  | Ses Salines - Palma de Majorque       | Étape de plaine           | 176,9         | Jesús Herrada       |
| Trofeo Andratx Lloseta                      | 1er février | Andratx - Lloseta                     | Étape de moyenne montagne | 172,4         | Emanuel Buchmann    |
| Trofeo de Tramuntana Soller-Deia            | 2 février   | Sóller - Deià                         | Étape de moyenne montagne | 140,1         | Tim Wellens         |
| Trofeo Palma                                | 3 février   | Palma de Majorque - Palma de Majorque | Étape de plaine           | 159,6         | Marcel Kittel       |

## Classements

### Trofeo Ses Salines-Campos-Porreres-Felanitx
| \| Classement général \| Classement général \| Classement général \| Classement général \| Classement général \| \| Coureur \| Coureur \| Pays \| Équipe \| Temps \| \| ------------------ \| ------------------ \| ------------------ \| -------------------------- \| ------------------ \| \| 1er \| Jesús Herrada \| Espagne \| Cofidis, Solutions Crédits \| 4 h 12 min 29 s \| \| 2e \| Guillaume Martin \| France \| Wanty-Gobert \| + 11 s \| \| 3e \| Bauke Mollema \| Pays-Bas \| Trek-Segafredo \| + 11 s \| \| 4e \| Alejandro Valverde \| Espagne \| Movistar Team \| + 11 s \| \| 5e \| Tim Wellens \| Belgique \| Lotto-Soudal \| + 13 s \| \| 6e \| Sergio Higuita \| Colombie \| Fundación Euskadi \| + 13 s \| \| 7e \| Patrick Konrad \| Autriche \| Bora-Hansgrohe \| + 13 s \| \| 8e \| Fabio Aru \| Italie \| UAE Team Emirates \| + 16 s \| \| 9e \| Warren Barguil \| France \| Arkéa-Samsic \| + 16 s \| \| 10e \| Rafał Majka \| Pologne \| Bora-Hansgrohe \| + 16 s \| |                    |          |                            |                 |
| |                    |          |                            |                 |
| Source : ProCyclingStats |                    |          |                            |                 |
| Classement général |                    |          |                            |                 |
| Coureur | Coureur            | Pays     | Équipe                     | Temps           |
| 1er | Jesús Herrada      | Espagne  | Cofidis, Solutions Crédits | 4 h 12 min 29 s |
| 2e | Guillaume Martin   | France   | Wanty-Gobert               | + 11 s          |
| 3e | Bauke Mollema      | Pays-Bas | Trek-Segafredo             | + 11 s          |
| 4e | Alejandro Valverde | Espagne  | Movistar Team              | + 11 s          |
| 5e | Tim Wellens        | Belgique | Lotto-Soudal               | + 13 s          |
| 6e | Sergio Higuita     | Colombie | Fundación Euskadi          | + 13 s          |
| 7e | Patrick Konrad     | Autriche | Bora-Hansgrohe             | + 13 s          |
| 8e | Fabio Aru          | Italie   | UAE Team Emirates          | + 16 s          |
| 9e | Warren Barguil     | France   | Arkéa-Samsic               | + 16 s          |
| 10e | Rafał Majka        | Pologne  | Bora-Hansgrohe             | + 16 s          |

### Trofeo Andratx Lloseta
| \| Classement général \| Classement général \| Classement général \| Classement général \| Classement général \| \| Coureur \| Coureur \| Pays \| Équipe \| Temps \| \| ------------------ \| ------------------ \| ------------------ \| -------------------------- \| ------------------ \| \| 1er \| Emanuel Buchmann \| Allemagne \| Bora-Hansgrohe \| 4 h 39 min 03 s \| \| 2e \| Tim Wellens \| Belgique \| Lotto-Soudal \| + 16 s \| \| 3e \| Bauke Mollema \| Pays-Bas \| Trek-Segafredo \| + 19 s \| \| 4e \| Pieter Weening \| Pays-Bas \| Roompot-Charles \| + 21 s \| \| 5e \| Jesús Herrada \| Espagne \| Cofidis, Solutions Crédits \| + 35 s \| \| 6e \| Gianluca Brambilla \| Italie \| Trek-Segafredo \| + 35 s \| \| 7e \| Guillaume Martin \| France \| Wanty-Gobert \| + 37 s \| \| 8e \| Jürgen Roelandts \| Belgique \| Movistar Team \| + 41 s \| \| 9e \| Warren Barguil \| France \| Arkéa-Samsic \| + 45 s \| \| 10e \| Alejandro Valverde \| Espagne \| Movistar Team \| + 51 s \| |                    |           |                            |                 |
| |                    |           |                            |                 |
| Source : ProCyclingStats |                    |           |                            |                 |
| Classement général |                    |           |                            |                 |
| Coureur | Coureur            | Pays      | Équipe                     | Temps           |
| 1er | Emanuel Buchmann   | Allemagne | Bora-Hansgrohe             | 4 h 39 min 03 s |
| 2e | Tim Wellens        | Belgique  | Lotto-Soudal               | + 16 s          |
| 3e | Bauke Mollema      | Pays-Bas  | Trek-Segafredo             | + 19 s          |
| 4e | Pieter Weening     | Pays-Bas  | Roompot-Charles            | + 21 s          |
| 5e | Jesús Herrada      | Espagne   | Cofidis, Solutions Crédits | + 35 s          |
| 6e | Gianluca Brambilla | Italie    | Trek-Segafredo             | + 35 s          |
| 7e | Guillaume Martin   | France    | Wanty-Gobert               | + 37 s          |
| 8e | Jürgen Roelandts   | Belgique  | Movistar Team              | + 41 s          |
| 9e | Warren Barguil     | France    | Arkéa-Samsic               | + 45 s          |
| 10e | Alejandro Valverde | Espagne   | Movistar Team              | + 51 s          |

### Trofeo de Tramuntana Soller-Deia
| \| Classement général \| Classement général \| Classement général \| Classement général \| Classement général \| \| Coureur \| Coureur \| Pays \| Équipe \| Temps \| \| ------------------ \| ------------------ \| ------------------ \| ------------------ \| ------------------ \| \| 1er \| Tim Wellens \| Belgique \| Lotto-Soudal \| 4 h 50 min 40 s \| \| 2e \| Emanuel Buchmann \| Allemagne \| Bora-Hansgrohe \| + 14 s \| \| 3e \| Alejandro Valverde \| Espagne \| Movistar Team \| + 1 min 02 s \| \| 4e \| Sergio Higuita \| Colombie \| Fundación Euskadi \| + 1 min 19 s \| \| 5e \| Simon Špilak \| Slovénie \| Katusha-Alpecin \| + 1 min 33 s \| \| 6e \| Nélson Oliveira \| Portugal \| Movistar Team \| + 1 min 46 s \| \| 7e \| Guillaume Martin \| France \| Wanty-Gobert \| + 1 min 46 s \| \| 8e \| Pieter Weening \| Pays-Bas \| Roompot-Charles \| + 1 min 46 s \| \| 9e \| José Joaquín Rojas \| Espagne \| Movistar Team \| + 1 min 49 s \| \| 10e \| Giulio Ciccone \| Italie \| Trek-Segafredo \| + 1 min 49 s \| |                    |           |                   |                 |
| |                    |           |                   |                 |
| Source : ProCyclingStats |                    |           |                   |                 |
| Classement général |                    |           |                   |                 |
| Coureur | Coureur            | Pays      | Équipe            | Temps           |
| 1er | Tim Wellens        | Belgique  | Lotto-Soudal      | 4 h 50 min 40 s |
| 2e | Emanuel Buchmann   | Allemagne | Bora-Hansgrohe    | + 14 s          |
| 3e | Alejandro Valverde | Espagne   | Movistar Team     | + 1 min 02 s    |
| 4e | Sergio Higuita     | Colombie  | Fundación Euskadi | + 1 min 19 s    |
| 5e | Simon Špilak       | Slovénie  | Katusha-Alpecin   | + 1 min 33 s    |
| 6e | Nélson Oliveira    | Portugal  | Movistar Team     | + 1 min 46 s    |
| 7e | Guillaume Martin   | France    | Wanty-Gobert      | + 1 min 46 s    |
| 8e | Pieter Weening     | Pays-Bas  | Roompot-Charles   | + 1 min 46 s    |
| 9e | José Joaquín Rojas | Espagne   | Movistar Team     | + 1 min 49 s    |
| 10e | Giulio Ciccone     | Italie    | Trek-Segafredo    | + 1 min 49 s    |

### Trofeo Palma
| \| Classement général \| Classement général \| Classement général \| Classement général \| Classement général \| \| Coureur \| Coureur \| Pays \| Équipe \| Temps \| \| ------------------ \| ------------------ \| ------------------ \| -------------------------- \| ------------------ \| \| 1er \| Marcel Kittel \| Allemagne \| Katusha-Alpecin \| 3 h 45 min 23 s \| \| 2e \| Timothy Dupont \| Belgique \| Wanty-Gobert \| + 0 s \| \| 3e \| Hugo Hofstetter \| France \| Cofidis, Solutions Crédits \| + 0 s \| \| 4e \| Christophe Noppe \| Belgique \| Sport Vlaanderen-Baloise \| + 0 s \| \| 5e \| André Greipel \| Allemagne \| Arkéa-Samsic \| + 0 s \| \| 6e \| Rüdiger Selig \| Allemagne \| Bora-Hansgrohe \| + 0 s \| \| 7e \| Maxence Moncassin \| France \| Amore & Vita-Prodir \| + 0 s \| \| 8e \| John Degenkolb \| Allemagne \| Trek-Segafredo \| + 0 s \| \| 9e \| Boris Vallée \| Belgique \| Wanty-Gobert \| + 0 s \| \| 10e \| José Joaquín Rojas \| Espagne \| Movistar Team \| + 0 s \| |                    |           |                            |                 |
| |                    |           |                            |                 |
| Source : ProCyclingStats |                    |           |                            |                 |
| Classement général |                    |           |                            |                 |
| Coureur | Coureur            | Pays      | Équipe                     | Temps           |
| 1er | Marcel Kittel      | Allemagne | Katusha-Alpecin            | 3 h 45 min 23 s |
| 2e | Timothy Dupont     | Belgique  | Wanty-Gobert               | + 0 s           |
| 3e | Hugo Hofstetter    | France    | Cofidis, Solutions Crédits | + 0 s           |
| 4e | Christophe Noppe   | Belgique  | Sport Vlaanderen-Baloise   | + 0 s           |
| 5e | André Greipel      | Allemagne | Arkéa-Samsic               | + 0 s           |
| 6e | Rüdiger Selig      | Allemagne | Bora-Hansgrohe             | + 0 s           |
| 7e | Maxence Moncassin  | France    | Amore & Vita-Prodir        | + 0 s           |
| 8e | John Degenkolb     | Allemagne | Trek-Segafredo             | + 0 s           |
| 9e | Boris Vallée       | Belgique  | Wanty-Gobert               | + 0 s           |
| 10e | José Joaquín Rojas | Espagne   | Movistar Team              | + 0 s           |